# Spider-Plant Man
Spider-Plant Man è un cortometraggio del 2005 interpretato da Rowan Atkinson, è una parodia inglese del film del 2002 Spider-Man, realizzato per il Comic Relief del 2005 in onda su BBC One l'11 marzo 2005. Rowan Atkinson interpreta nella storia il fotografo Peter Piper (parodia del personaggio originale Peter Parker)/Spider-Plant Man (Spider-Man), che s'innamora dell'attrice Rachel Stevens, che interpreta il suo amore Jane-Mary (storpiatura del nome originale Mary-Jane). Jim Broadbent ha anche fatto una sua comparsa interpretando il supereroe (in questa parodia il super-criminale) Batman, mentre Tony Robinson interpreta il suo aiutante Robin, anch'esso qui malvagio.

## Trama
Peter Piper, un fotografo, visita un laboratorio dove è stato realizzato un ragno sotto forma di pianta carnivora. Piper cerca di fare una foto, ma viene morso sul fondo schiena dalla stessa creatura che scende dal soffitto verso di lui.
Piper lascia il laboratorio attraverso una porta sul retro e si trova in un vicolo buio, sudato, e comincia a diventare verde. La sua struttura molecolare viene modificata, ma stranamente appare il testo "Questo significa che qualcosa di molto brutto sta accadendo". Quando si sveglia, scopre che dai palmi delle mani può sparare ragnatele vegetali allargando le braccia. Egli è anche in grado di scalare pareti e mentre scala un palazzo, improvvisamente incontra una spazzina che pulisce il muro chiedendogli scusa.
Piper viene mostrato seduto su un tetto, quando vede che Jane-Mary sta per essere rapinata. Egli va a salvarla, ma si rende conto che ha bisogno di un costume. Egli appare nel vicolo in un costume da indiano, poi uno da fata e alla fine nel suo vestito di Spider-Plant e salva Jane-Mary, che si innamora di lui. Egli suggerisce a lei che lui potrebbe essere Peter Piper, solo per sentirsi dire che Piper è un perdente.
Spider-Plant Man, poi viene mostrato in un vicolo dove un altro uomo dice di essere il suo nemico nascosto nel buio. Peter indovina che egli è il Green Goblin, il Dottor Octopus, Itchy Skull o Human Man, ma l'individuo si rivela inaspettatamente Batman. Batman gli dice che nessuno si prende cura di lui più e che tutti vogliono solo ragni al giorno d'oggi. Non ha più la Batmobile, sostituita da una fatiscente "Bat-Clio" e che anche Robin lo ha abbandonato, e che a quanto pare era solo per i soldi, da come dice a Piper, che ha rapito Jane-Mary, e Peter da quel discorso ipotizza che lei è sul Tower Bridge in pericolo.
Spider-Plant Man oscilla sulle sue ragnatele attraverso Londra, chiedendosi dove è il Tower Bridge, mentre Batman, il quale si trova a piedi per un difetto meccanico alla sua Bat-Clio, prende la metropolitana e arriva per primo alla meta. Peter, arrivato tardi, trova Jane-Mary legata ad una bandiera sopra il Tower Bridge minacciata da Batman, e così l'uomo pianta e Batman iniziano a combattere, venendo addirittura scambiati da un giornalista per attivisti per la giustizia. Peter spara una sua vege-ragnatela su di lui, seguito da Batman che getta il suo batarang, e lo stendono proseguendo la battaglia.
Arriva all'improvviso anche Robin (interpretato da Tony Robinson), e fa un patto con Batman per il 20 % dei profitti sui prodotti Batman e un Robinmobile, per poi iniziare ad attaccare Piper. Mentre pende da Tower Bridge, Spider-Plant Man fa un patto con Robin per il 25% su tutte le vendite del pigiama e il suo marchio di cereali con marshmallow reali, facendolo diventare buono per metterlo contro Batman che viene calciato da lui e lanciato in aria. Batman volando giù dalla torre, atterra sul giornalista, per poi rialzarsi e dirottare uno scooter fuggendo via.
Spider-Plant Man e Jane-Mary iniziano a baciarsi. Robin dice a Peter che è il momento di andare e pochi istanti dopo Peter lo prende a pugni, per poi chiedere a Jane-Mary se lei lo sposerà, e lei risponde: "Che cosa mi sta chiedendo, Spider-Plant Man o l'uomo dietro la maschera?", lui risponde: "Scegli tu". Jane-Mary viene poi mostrata distesa al sole su una spiaggia, vicino a Piper che prende l'abbronzatura indossando ancora la sua tuta di Spider-Plant Man.